# Eugène Neefs
Eugène Alphonse Neefs (Leuven, 1 april 1881 - aldaar, 29 november 1949) was een Belgische sporter, dierenarts en militair. Als voetballer veroverde hij brons op de Olympische Spelen. Als atleet was hij gespecialiseerd in de sprint. Hij werd op twee nummers in totaal driemaal Belgische kampioen. Hij was kolonel bij de diergeneeskundige dienst van het Belgische leger.

## Biografie

### Sport
Eugene Neefs was in 1900 als toeschouwer afgezakt naar de Olympische Spelen in Parijs. Vermits de Brusselse universitaire voetbalploeg slechts met tien voetballers naar Parijs was afgezakt, werd hij gevraagd om in te vallen. Hij werd direct uitgeschakeld. Vermits er slechts drie ploegen deelnamen aan de voetbalcompetitie, was dit meteen goed voor brons.
Als atleet werd Neefs in 1901 voor het eerst Belgisch kampioen op de 100 m. Het jaar nadien veroverde hij zowel de titel op de 100 m, als op de 400 m.
Neefs was aangesloten bij Sporting Club Leuven. In 1903 stond hij mee aan de wieg van Stade Leuven. Hij was voorzitter en erevoorzitter van de club.

### Militair
Neefs was verbonden aan de Belgische Militaire Diergeneeskundige Dienst. In 1911 volgde hij een extra cursus diergeneeskunde aan de  School voor Tropische Geneeskunde ter voorbereiding van een uitzending naar Belgisch-Congo. Tijdens de Eerste Wereldoorlog was hij actief in deze dienst die met het oog op de verzorging van de militaire paarden versterkt werd. Vanaf mei 1915 was hij verantwoordelijk voor het begeleiden van paardentransporten van de Verenigde Staten naar Frankrijk. Van 1916 tot 1917 was hij gestationeerd op Staten Island, waar hij een depot leidde waar de aangekochte paarden werden verzameld voor ze naar Europa werden verscheept. Na de oorlog werd hij directeur van het diergeneeskundig labo dat gevestigd was in Brasschaat. In dat labo werden sera ontwikkeld. In 1939 nam hij in de rang van kolonel afscheid van het Belgische leger als Chef dierenarts.

## Belgische kampioenschappen
Atletiek
| onderdeel | jaar       |
| --------- | ---------- |
| 100 m     | 1901, 1902 |
| 400 m     | 1902       |

## Palmares

### Voetbal
- 1900:  OS in Parijs

### Atletiek
100 m
- 1901:  BK AC - 11,6 s
- 1902:  BK AC - 11,8 s

400 m
- 1902:  BK AC - 53,4 s